# Cacopsylla iranica
Cacopsylla iranica är en insektsart som beskrevs av Burckhardt och Lauterer 1993. Cacopsylla iranica ingår i släktet Cacopsylla och familjen rundbladloppor.
Artens utbredningsområde är Iran. Inga underarter finns listade i Catalogue of Life.